# Interpretare documentată istoric
Prin interpretarea documentată istoric (engl. „historically informed performance”) se urmărește reconstruirea cât mai fidelă a contextului muzical în care a fost scrisă o compoziție. În mod obișnuit este vizată muzica cultă de tradiție europeană anterioară clasicismului vienez (a doua jumătate a secolului al XVIII-lea), numită și muzică veche. Acest tip de interpretare a fost perfecționat începând din secolul XX, însă ideologia sa are ca punct de plecare interesul pentru trecut al romantismului, curent al secolului XIX.

## Premise
De-a lungul secolelor, practica muzicală (incluzând tipurile de notație, interpretarea, tradiția orală muzicală și raportul scrierilor despre muzică față de epoca lor) a parcurs numeroase etape, ceea ce a adus schimbări de perspectivă reprezentând mai curând specializări și nu întotdeauna perfecționări. O dată cu timpul, interesul pentru muzica epocilor anterioare a crescut și o aceeași compoziție din trecut avea să își modifice sonoritatea în funcție de adaptările practicii muzicale ale fiecărei noi perioade. Singura mărturie luată în calcul era însăși partitura, tratată însă ca una contemporană. Interpretarea documentată istoric a căutat să reconstituie contextul în care compoziția a fost scrisă, pentru a reda cât mai fidel intențiile autorului ei. În acest scop s-au studiat lucrările în manuscris și în ediții vechi (dat fiind că editorii moderni interveneau frecvent asupra partiturii și de multe ori în mod nefericit), tratatele de muzică din epocă și orice alte mărturii (picturi, corespondențe ș.a.) ale practicii muzicale a vremii.

## Aspecte
Rezultatele cercetărilor au cuprins observații legate de instrumentație (toate instrumentele unei epoci au fost fie abandonate, fie modificate pentru a conveni scriiturii din perioadele ulterioare), interpretarea vocală, notație (cu cât este maii veche o partitură, cu atât mai puțin detaliată este notația, ceea ce nu înseamnă că muzica este simplistă, ci că numeroase aspecte ale interpretării erau rezolvate prin soluții transmise oral, binecunoscute în epocă; ele implicau frecvent și improvizația, un element care a căzut în desuetitudine în secolul al XIX-lea), acordaj (raporturile actuale dintre înălțimi și stabilirea unei frecvențe absolute de acordaj, la 440, sunt apanajul secolului XX; până atunci, au existat numeroase soluții și chiar în același timp au existat mai multe tendințe) ș.a.

## Critici
Interpretarea documentată istoric a primit numeroase critici. Dat fiind că documentele din epocă sunt puține la număr, adesea imprecise (de exemplu, terminologia muzicală era mai puțin strictă în trecut) și uneori chiar contradictorii, cercetătorii se văd nevoiți să suprapună informații din perioade și spații geografice diferite, șansele de a obține o reconstituire fidelă scăzând simțitor. Alteori, cercetătorii manifestă o atitudine de respingere totală față de normelor uzuale de interpretare, ajungând la soluții absurde. Nu în cele din urmă, interpreții sunt criticați pentru neasimilarea „principiilor” acestui tip de interpretare sau pentru găsirea unor soluții simpliste sau prea conformiste. Alte reproșuri descalifică însăși noțiunea, explicând că reconstituirea este fie imposibilă din cauza lipsei surselor, fie o deghizare a spiritului epocii actuale, postmoderne, fie o întreprindere lipsită de temei, în lumina ideii că esența muzicii dăinuie indiferent de anacronismul dintre stilul compozitorului și cel al interpretului.